# Buenavista del Río
Buenavista del Río är en ort i Mexiko.   Den ligger i kommunen Chilapa de Álvarez och delstaten Guerrero, i den södra delen av landet, 220 km söder om huvudstaden Mexico City. Buenavista del Río ligger 1 083 meter över havet och antalet invånare är 273.
Terrängen runt Buenavista del Río är bergig. Runt Buenavista del Río är det ganska glesbefolkat, med 39 invånare per kvadratkilometer. Närmaste större samhälle är Chilapa de Alvarez, 19,5 km nordväst om Buenavista del Río. I omgivningarna runt Buenavista del Río växer huvudsakligen savannskog.